# At Long Last Love
At Long Last Love (Amor, Eterno Amor, no Brasil; At Long Last Love, em Portugal) é um filme escrito, produzido e dirigido por Peter Bogdanovich e estrelado por Burt Reynolds e Cybill Shepherd, num elenco que incluía também Madeline Kahn, Duilio Del Prete, John Hillerman, Eileen Brennan e Mildred Natwick. Lançado em 1 de março de 1975, o musical foi um fracasso entre o público (recuperando apenas um quarto do dinheiro nele investido) e entre os críticos.
Utilizando dezesseis canções de Cole Porter, muitas das quais não haviam sido ouvidas por anos, especialmente em suas versões completas com letras adicionais que eram raramente usadas, o filme de época conta a história de dois casais que vivem os dilemas dos amores correspondidos e não-correspondidos na Nova Iorque da década de 1930. Foi uma tentativa do diretor, Peter Bogdanovich, de fazer uma homenagem aos musicais de Hollywood da mesma época retratada.
Lançado em uma época em que os musicais hollywoodianos não conseguiam muito retorno, At Long Last Love não foi exceção, mas ficou particularmente marcado por tentar reinventar a própria produção padrão de um musical, fazendo com que os atores cantassem as músicas ao vivo, no lugar de apenas dublarem faixas pré-gravadas em um estúdio de gravação. Devido ao seu fracasso, o diretor chegou a publicar uma carta aberta aos leitores de diversos jornais e revistas dos Estados Unidos, numa tentativa de se "desculpar" com o público. Além disso, o filme não teve um lançamento em home video em larga escala por quase quarenta anos, sendo lançado apenas em Blu-ray em 2013, numa "versão definitiva do diretor" que restaurava sequências deixadas de lado quando o filme foi originalmente lançado.
Entre as principais críticas negativas estavam a de John Simon, da revista Esquire, que chamou At Long Last Love de "o pior musical desta — ou de qualquer outra — década" e do crítico brasileiro Luiz Carlos Merten, da coluna "Sem Categoria" do jornal O Estado de S. Paulo, que o chamou de "o musical mais antimusical do cinema". Por outro lado, Roger Ebert defendeu o filme, chamando-o de "uma peça de entretenimento [...] impecavelmente estilosa". Na história de Hollywood, o filme ficou, no entanto, marcado como uma péssima produção, sendo citado em diversas listas de piores filmes já produzidos.

## Enredo
Quatro membros da sociedade norte-americana dos anos 1930 inesperadamente se encontram: a herdeira recém-destituída Brooke Carter conhece o playboy pobre e imigrante Johnny Spanish numa corrida de cavalos, enquanto o playboy milionário e entediado Michael Oliver Pritchard III quase atropela a estrela de musicais Kitty O'Kelly com seu carro. Nos bastidores do show de Kitty, ela se encontra com Brooke, uma velha amiga com a qual havia estudado no colegial, e os quatro passam a passear pela cidade, acompanhados da criada de Brooke, Elizabeth, e de Rodney James, o mordomo de Michael, por quem Elizabeth se apaixona. Os quatro amigos trocam de parceiros durante uma festa, na qual Brooke e Michael têm conversas íntimas do lado de fora e são vistos por Kitty e Johnny, que decidem deixar ambos enciumados ao começar um romance falso. Posteriormente, eles acabam se apaixonando genuinamente, enquanto o mesmo acontece a Brooke e Michael e, eventualmente, a Elizabeth e Rodney. Depois de brigaram por isso, Michael e Johnny decidem fazer as pazes quase que imediatamente, enquanto Brooke e Kitty fazem o mesmo. Os dois casais começam, então, a sair novamente, mas continuam a trocar de parceiros.

## Elenco

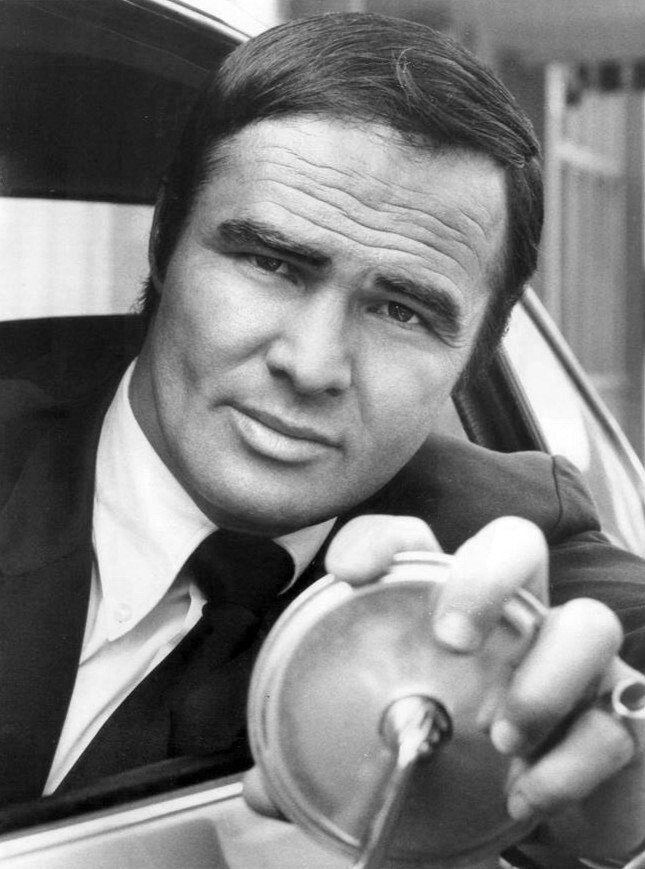
Burt Reynolds estrelou o filme, no papel do playboy Michael Pritchard.

- Burt Reynolds como Michael Oliver Pritchard III
- Cybill Shepherd como Brooke Carter
- Madeline Kahn como Kitty O'Kelly
- Duilio Del Prete como Johnny Spanish
- Eileen Brennan como Elizabeth
- John Hillerman como Rodney James
- Mildred Natwick como Mabel Pritchard

Seção adaptada a partir do perfil do Allmovie.

## Produção

### Desenvolvimento

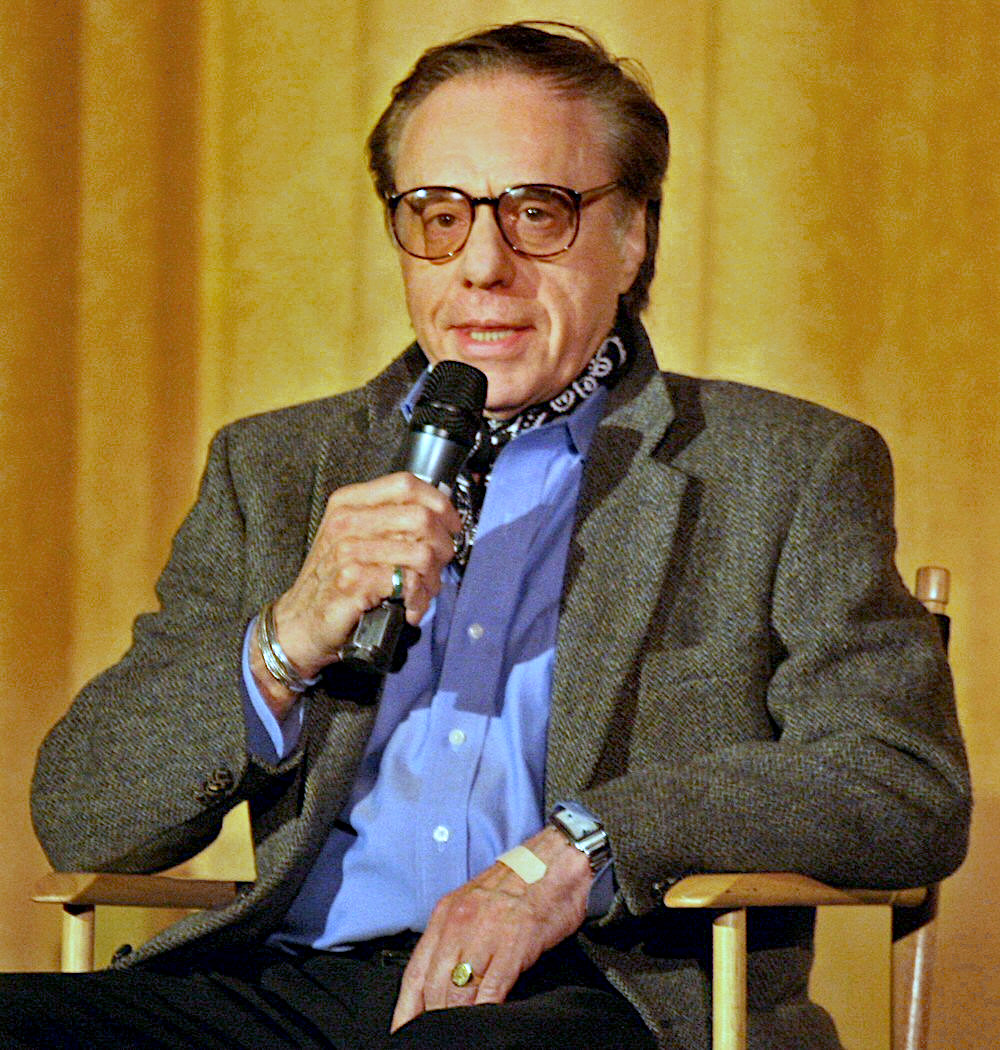
O cineasta Peter Bogdanovich exerceu tripla função no filme: atuou como diretor, produtor e roteirista.

A ideia inicial que geraria o filme surgiu quando Peter Bogdanovich recebeu um livro com canções de Cole Porter da sua então namorada, Cybill Shepherd. Segundo o diretor, a obscura balada "I Loved Him (But He Didn't Love Me)" foi a canção que despertou a ideia de uma comédia musical sobre um quarteto que vivia os dilemas de amores correspondidos e não-correspondidos. Ele inspirou-se, ainda, nos musicais dos anos 1930 de Ernst Lubitsch. Em entrevista a Peter Biskind, Bogdanovich afirmou ainda que o filme era uma versão fantasiosa do seu próprio divórcio, na qual "todos terminavam virando bons amigos". A primeira cena escrita foi um diálogo entre duas das principais personagens, Brooke Carter e sua amiga, Kitty O'Kelly, que se encerrava com a canção. Esta cena acabaria sendo a penúltima numa das versões do filme. "Em outras palavras, eu praticamente escrevi o fim antes de qualquer outra coisa", declarou o cineasta. A passagem — uma das favoritas do diretor — acabaria por ser eliminada no corte final feito antes do lançamento do filme.
At Long Last Love foi o primeiro filme de Bogdanovich após a debacle da The Directors Company causada pelo fracasso de Daisy Miller no ano anterior. Apoiado pela sua agente Sue Mengers, o diretor recebeu seiscentos mil dólares da 20th Century Fox para roteirizar, produzir e dirigir o filme, além de 25% de participação nas bilheterias. O roteiro foi escrito em um tempo em que os musicais, assim como os filmes de faroeste, eram vistos pelos novos diretores da Nova Hollywood, oriundos da televisão ou de cursos superiores de cinema, como meros alvos de estudo e crítica, ao mesmo tempo em que eram geralmente tratados de forma satírica ou mesmo irônica. Foi uma das poucas tentativas de fazer um musical num sentido mais estrito por parte dos diretores do movimento, ao lado de Finian's Rainbow (1967), estrelado por Fred Astaire e realizado por Francis Ford Coppola, e New York, New York (1977), do cineasta ítalo-americano Martin Scorsese. Os musicais eram, à época, com as notáveis exceções dos trabalhos de Bob Fosse e de Grease, "fossos de dinheiro". Para o colunista Nick Pinkerton da The L Magazine, no entanto, mais do que um filme sem retorno, um musical havia se tornado a "forma preferida de hari-kiri" dos diretores da Nova Hollywood.

### Seleção do elenco

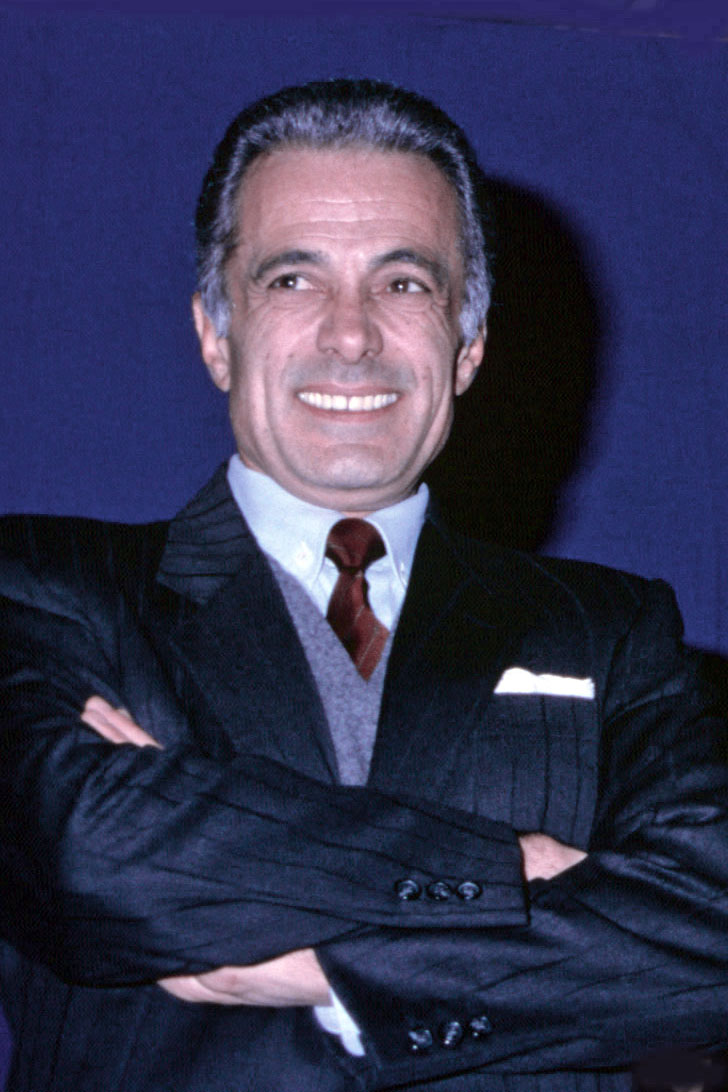
Duilio Del Prete foi um dos últimos nomes escalados para o filme.

Bogdanovich originalmente anunciou que o elenco seria composto por Cybill Shepherd, Madeline Kahn, Ryan O'Neal e ele mesmo. Cybill, inclusive, já havia gravado um álbum com canções de Cole Porter intitulado Cybill Does It... To Cole Porter, com a produção do próprio Bogdanovich, que não tinha nenhuma experiência prévia com direção e produção musical. Posteriormente, Bogdanovich desistiu de interpretar o playboy Michael Pritchard e preferiu procurar um ator conhecido para o papel, que foi então oferecido a Elliott Gould, que o recusou. Ryan O'Neal, que já havia trabalhado com o diretor em What's Up, Doc? (1972) e Paper Moon (1973), precisou deixar o filme devido aos atrasos de Barry Lyndon, a produção de Stanley Kubrick que ele estrelou no mesmo ano em que At Long Last Love foi lançado.
Entre os atores principais que se confirmaram na produção, apenas Burt Reynolds ainda não havia trabalhado em algum filme anterior do diretor. Shepherd e Eileen Brennan já tinham participado de The Last Picture Show e Daisy Miller. Kahn havia estreado no cinema em What's Up, Doc? e participado na sequência de Paper Moon, num papel que lhe rendeu uma indicação ao Oscar de melhor atriz coadjuvante (vencido pela sua companheira de elenco, Tatum O'Neal). John Hillerman, por sua vez, atuou em pequenos papéis em The Last Picture Show e What's Up, Doc?, enquanto Mildred Natwick e Duilio Del Prete tinham participado de Daisy Miller como a Sra. Costello e o Sr. Giovanelli, respectivamente.
John Hillerman era o único ator, dentro do elenco principal, sem grande experiência com o canto. Assim como Cybill (que declarou cantar desde os nove anos de idade, quando era integrante de um coral), Reynolds já havia gravado um álbum completo antes de ingressar no elenco de At Long Last Love: Ask Me What I Am foi lançado em 1973 e recebeu críticas negativas. Madeline Kahn e Eileen Brennan já tinham experiência como cantoras por suas atuações em musicais da Broadway como Leonard Sillman's New Faces of 1968 e Hello, Dolly!. Mildred Natwick, por outro lado, também já havia atuado em diversas peças no teatro desde a primeira metade da década de 1930, mas só estreou como cantora em 70, Girls, 70 em 1971, aos 62 anos. Duilio Del Prete, por sua vez, era um conhecido cantor-compositor na Itália, que já havia lançado discos nos anos 60 e cantado, inclusive, em Daisy Miller, filme no qual também tocou piano em uma performance de "When You and I Were Young, Maggie", ao lado da protagonista da película, Cybill Shepherd. Indagado a respeito das habilidades de canto e dança dos dois protagonistas, Bogdanovich afirmou ao The Hollywood Reporter que "ambos conseguiam carregar uma canção ao mesmo tempo que atuavam", e comparou o método utilizado ao que foi usado por Les misérables em 2012.

### Filmagens
O estúdio inventou um pequeno ponto eletrônico que cabia dentro dos ouvidos dos atores. Enquanto eles o usavam, podiam ouvir o instrumental das canções gerados por um teclado conectado a uma câmera. Na sequência, a orquestra entrava em ação, da mesma forma que se fazia nos primeiros anos do cinema falado, por volta de 1929 e 1930. Em decorrência disto, durante as filmagens, o produtor associado Frank Marshall foi preso em Pasadena, porque alguns moradores da cidade conseguiram captar o sinal de áudio que os atores recebiam em seus pontos e o acusaram de operar uma rádio clandestina.
Resistindo à tentação de filmar outro filme em preto e branco, Bogdanovich buscou um visual de "preto e branco em cores". László Kovács, que já havia trabalhado em outros filmes do cineasta, como Targets, What's Up, Doc? e Paper Moon foi o diretor de fotografia do filme (que ele considerou a sua "obra-prima"). Outros membros da equipe técnica incluíam John Robert Lloyd como diretor de arte, Bobbie Mannix como figurinista, Jerry Wunderlinch como cenógrafo e Gene Allen como designer de produção. Albert Lantieri e Rita Abrams foram os encarregados de ajudar os atores na preparação das coreografias dos números musicais.

### Edição
"O maior problema quando você está fazendo um musical é saber encontrar o equilíbrio certo entre canção e diálogo, e nós nunca tivemos esta chance. Na Broadway, você faz 60 performances antes de abrir o espetáculo - porque você precisa do feedback do público. Nós tivemos duas prévias, uma delas fora de foco e em necessidade de mixagem. Apenas fiz mais alguns cortes sem fazer uma nova prévia e o filme foi lançado logo depois. Foi um desastre. Roger Ebert gostou, no entanto, e o crítico da Newsweek também. Mas, se você não tem a construção certa, o filme não vai funcionar. Mas nós agora a temos, graças a James Blakely".

At Long Last Love foi alvo de muitas edições e cortes antes e depois de seu lançamento. Verna Fields, que já havia trabalhado com Bogdanovich em What's Up, Doc?, seria a editora original do filme, mas precisou declinar do convite para trabalhar em Jaws. Doug Robertson, então, tornou-se o editor oficial da obra, enquanto Peter Bogdanovich retinha direitos ao corte final. Numa das primeiras prévias, Bogdanovich estava acompanhado da sua agente, Sue Mengers. Segundo Mengers, "a plateia estava em silêncio, [mas] todo mundo ficava dizendo para ele como tudo tinha ido bem". Peter respondia: "Pois é, vocês ouviram as risadas?", até que Sue o cortou: "Peter, o público não estava rindo".
Já após a estreia definitiva nos cinemas, Bogdanovich viajou para a Europa e, quando retornou aos Estados Unidos, assistiu ao filme sob uma nova perspectiva. Após odiar o que viu na tela, Bogdanovich pediu ao então chefe da 20th Century Fox, Alan Ladd Jr., para fazer um novo corte do filme às suas próprias custas. Com a permissão, ele editou o que seria a "versão para TV", com a qual ele também não ficou muito satisfeito, apesar de considerá-la melhor que a versão vista nos cinemas. Anos se passaram e o diretor passou 35 anos sem rever o filme.
A disponibilização da película no site de streaming Netflix, no entanto, deu à produção maior visibilidade e, quando o diretor a reviu, após ser avisado por um amigo de que ela estava disponível no site, se deu conta de que o corte que ele havia acabado de assistir era significativamente diferente tanto das edições para os cinemas quanto para as emissoras de televisão. Várias cenas e sequências removidas estavam de volta ao filme, enquanto outras que haviam sido colocadas no corte final tinham sido retiradas. Além disso, alguns números musicais estavam mais longos e outros haviam sido abreviados. Segundo o diretor, era uma "edição muito mais próxima daquela vista na primeira prévia que havia sido descartada. Mas era melhor. De fato, era a melhor versão do filme que eu já tinha visto. E eu a amei!".
Perguntando-se de onde poderia ter surgido aquela nova versão, Bogdanovich entrou em contato com Schawn Belston, do departamento editorial da Fox, e lhe perguntou várias questões. Depois de algumas pesquisas nos arquivos, descobriu-se o que havia acontecido: James Blakely, que havia trabalhado por aproximadamente cinquenta anos no departamento editorial da Fox e era um amante das músicas de Cole Porter, havia gostado dos dailies. Depois de o interesse na peça esfriar, Blakely passou a reestruturar o filme, seguindo o roteiro original e garantindo que as histórias dos personagens ficassem claras, enquanto números musicais desnecessários eram removidos e canções relevantes recolocadas e até mesmo expandidas. Ao ficar satisfeito com o resultado, o editor repassou esta versão como a oficial para distribuição, e ela foi vista na TV aberta e fechada já em 1979, menos de quatro anos depois do lançamento original. Ao contar a história toda para Jim Gianopulos, presidente da 20th Century Fox, ele ficou deslumbrado: "Você quer dizer que existe uma versão do filme que você não editou e você a aprova e gosta dela?". Com a resposta positiva do diretor, ele emendou: "Bom, este é um caso pros livros de história!".

### Trilha sonora
O filme se tornou particularmente notório por ser o primeiro desde o início da década de 1930 no qual todos os números musicais foram gravados ao vivo, sem que os atores dublassem suas próprias vozes, já previamente gravadas em estúdio. Em decorrência disto, os números musicais eram filmados em praticamente uma única longa tomada, com poucos cortes sendo aplicados. As trilhas eram adicionadas depois, numa tentativa de eliminar a falta de vida e de realismo que há na posterior mixagem e sincronização de som, quando feita de forma inadequada.
O método adotado, entretanto, não era de fácil execução para os atores, e o fato de o filme não focar em grandes números musicais ou em coreografias complexas pode ter sido um dos motivos para o afastamento do público. Artie Butler foi o compositor das trilhas orquestradas e atuou na direção/supervisão musical do filme. Theodore Soderberg, por sua vez, atuou como engenheiro de som.
Todas as faixas escritas e compostas por Cole Porter. 
| Lado A |                                             |                                                                  |         |  |
| N.º    | Título                                      | Artista(s)                                                       | Duração |  |
| 1.     | "Twentieth Century-Fox Trademark (Fanfare)" | Instrumental                                                     | 00:12   |  |
| 2.     | "Overture"                                  | Instrumental                                                     | 03:11   |  |
| 3.     | "Which"                                     | Cybill Shepherd • Eileen Brennan                                 | 03:00   |  |
| 4.     | "Poor Young Millionaire"                    | Burt Reynolds • John Hillerman                                   | 02:15   |  |
| 5.     | "You're the Top"                            | Burt Reynolds • Madeline Kahn Duilio Del Prete • Cybill Shepherd | 07:36   |  |

| Lado B |                                        |                                                                  |         |  |
| N.º    | Título                                 | Artista(s)                                                       | Duração |  |
| 1.     | "Find Me a Primitive Man"              | Madeline Kahn                                                    | 03:52   |  |
| 2.     | "Friendship"                           | Madeline Kahn • Cybill Shepherd Burt Reynolds • Duilio Del Prete | 02:17   |  |
| 3.     | "Musical Intro/But in the Morning, No" | Eileen Brennan • John Hillerman Burt Reynolds • Cybill Shepherd  | 03:29   |  |
| 4.     | "At Long Last Love"                    | Duilio Del Prete • Madeline Kahn Burt Reynolds • Cybill Shepherd | 05:51   |  |

| Lado C |                                                                                                |                                                                                          |         |  |
| N.º    | Título                                                                                         | Artista(s)                                                                               | Duração |  |
| 1.     | "Well, Did You Evah?"                                                                          | Burt Reynolds • Madeline Kahn Cybill Shepherd • Duilio Del Prete Mildred Natwick, et al. | 05:25   |  |
| 2.     | "From Alpha to Omega"                                                                          | Duilio Del Prete • Madeline Kahn                                                         | 01:58   |  |
| 3.     | "Medley: Let's Misbehave/It's De-Lovely/But in the Morning, No/It's De-Lovely/Let's Misbehave" | Cybill Shepherd • Burt Reynolds John Hillerman • Eileen Brennan                          | 08:15   |  |

| Lado D         |                                                                              |                                                                               |         |  |
| N.º            | Título                                                                       | Artista(s)                                                                    | Duração |  |
| 1.             | "Just One of Those Things"                                                   | Burt Reynolds • Cybill Shepherd Duilio Del Prete                              | 02:40   |  |
| 2.             | "I Get a Kick Out of You"                                                    | Cybill Shepherd                                                               | 02:22   |  |
| 3.             | "Medley: Most Gentlemen Don't Like Love/I Loved Him (But He Didn't Love Me)" | Eileen Brennan • Cybill Shepherd Madeline Kahn                                | 06:35   |  |
| 4.             | "Medley: A Picture of Me Without You/At Long Last Love/Finale"               | Burt Reynolds • Cybill Shepherd Madeline Kahn • Duilio Del Prete Instrumental | 06:27   |  |
| Duração total: | Duração total:                                                               | Duração total:                                                                | 65:25   |  |

## Lançamento

### Exibição original
A película foi lançada nos cinemas em 1 de março de 1975 com censura livre.  O seu faturamento de apenas um milhão e quinhentos mil dólares nos Estados Unidos, frente aos seis milhões de dólares gastos apenas na produção, fez o filme ser considerado um fracasso de grandes proporções. Segundo Ronda Gomez, em entrevista concedida a Peter Biskind, At Long Last Love "[teve] uma première desastrosa e uma festa ótima. As pessoas saíam do cinema e pisavam num tapete vermelho que levava a um estúdio decorado ao estilo dos anos 20. Mas ninguém dizia uma palavra sobre o filme. Silêncio completo. Todo mundo estava estupefato".
Os dois produtores (Bogdanovich e Marshall) estavam convencidos de que possuíam um hit em suas mãos, enquanto o filme ainda estava em fase de produção, mas o musical foi hostilizado ao ser lançado. Seu fracasso foi o segundo consecutivo para Bogdanovich, que já havia recebido críticas negativas e o desdém do público no ano anterior, quando Daisy Miller (também estrelado por Cybill Shepherd) havia sido lançado. Ao fracassar, o filme foi considerado um dos principais responsáveis pela queda na produção de musicais, ao lado de outros fracassos comerciais anteriores e posteriores como Hello, Dolly! (1969) e A Chorus Line (1985). Não só musicais fracassaram à época, que também viu fracassos ou desempenhos mornos de outros filmes de cineastas revelados no início dos anos 70, como o próprio Bogdanovich; foi o caso de Night Moves de Arthur Penn, The Fortune de Mike Nichols, e mesmo de Nashville de Robert Altman.
O próprio diretor resolveu, no mês seguinte ao lançamento do filme, publicar um "pedido de desculpas" endereçado ao público em geral em jornais e revistas de diversas cidades, como o The Hollywood Reporter de Los Angeles:
| “ | Para derrotar meus inimigos, meu trabalho continuará a seguir de um fim a outro, uma sucessão de violentas, audaciosas, incomensuráveis e subversivas maravilhas que continuarão a abarcar mais mistérios, mais poesia, mais loucura, mais eroticismo, tormenta, paixão, grandeza e a cosmologia da síntese, porque não há motivo para se incomodar ao ver filmes que não são sensacionais... Assim sendo, de acordo com este manifesto e a minha autonomia imaginativa, alguém poderia subsequentemente tentar sistematicamente levar à falência o significado de todos os mecanismos da lógica, racional, prática e gasta forma que emerge da "nova" e da "nova nova" Hollywood, que não são nada mais que ranhosas desculpas da juventude, da revolução, da ondulação, excrementos fossilizados preservados e estes que suportam o coletivo e estão, assim, contra o indivíduo! Eu espero por você, Hollywood, febrilmente. | ” |

### Home video

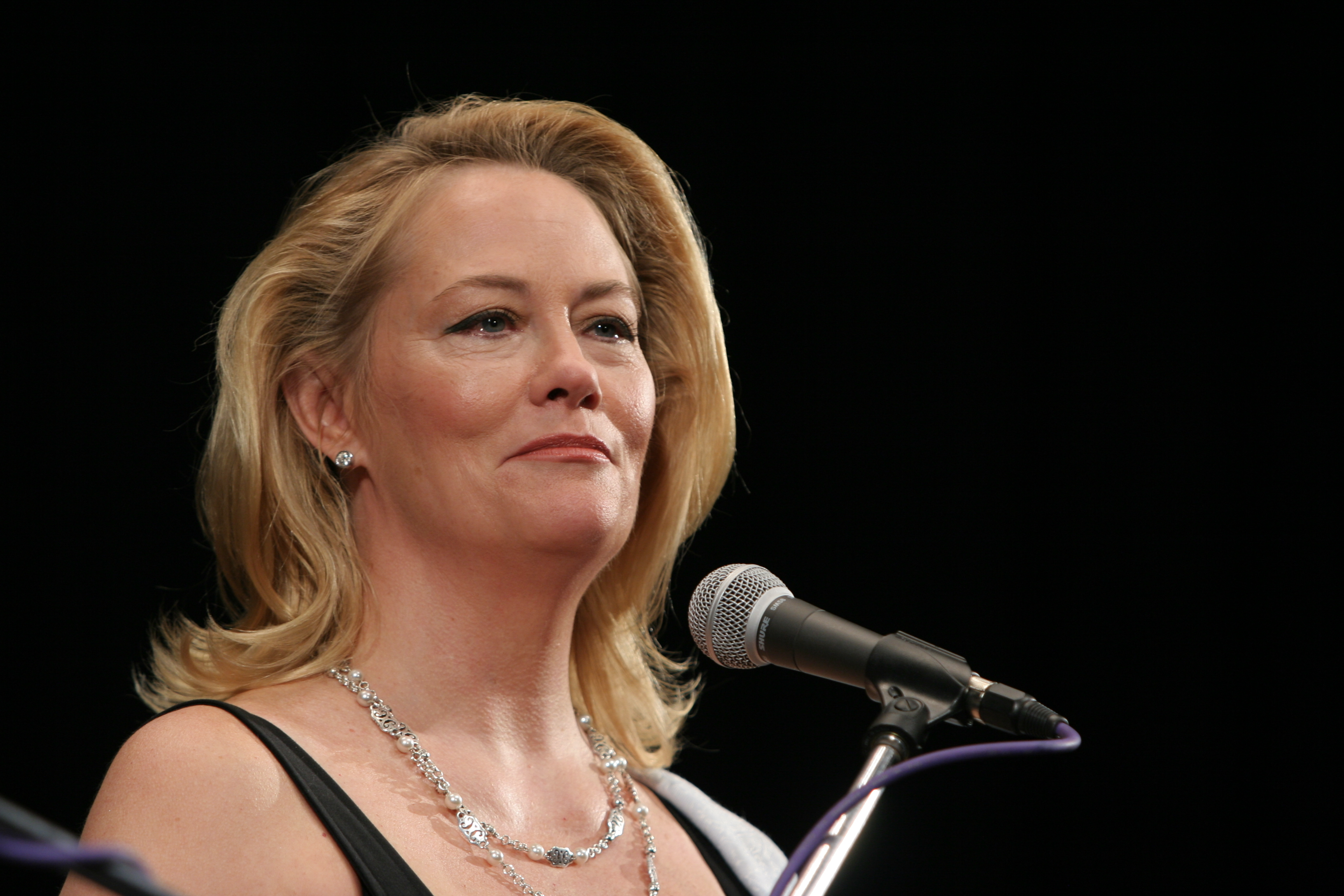
De acordo com Bogdanovich, Cybill Shepherd chorou ao assistir a nova versão do filme lançada em Blu-ray.

At Long Last Love teve apenas um lançamento limitado em home video no formato VHS, por intermédio da Magnetic Video, em 1981. Por muitos anos, no entanto, o filme foi exibido em canais pagos como Showtime e Starz, bem como disponibilizado em sites de streaming, como o Netflix. Um novo lançamento em home video ocorreu em 4 de junho de 2013, mais de 38 anos depois do seu lançamento original, em Blu-Ray. O trabalho de restauração incluiu ajustes em diversas passagens e a adição de uma importante sequência de um minuto e meio, em considerável necessidade de reparação, que havia sido deixada de fora de todos os cortes feitos até aquele momento. Sobre a nova versão, Burt Reynolds, a principal estrela da produção, chegou a declarar que era "um filme inteiramente novo". Bogdanovich concordou com a afirmação e acrescentou: "É o filme que nós sempre quisemos fazer, em toda sua glória, ressuscitado por um homem que nenhum de nós conheceu, mas ao qual nós seremos eternamente gratos". Cybill Shepherd, por sua vez, chorou ao ver a nova versão do filme, comparando-o a "uma criança mutilada que de repente voltava recuperada".
Lançado numa "Edição Definitiva do Diretor", o filme recebeu críticas positivas de colunistas de sites sobre lançamentos de novos Blu-rays. Chris Chiarella, em sua coluna "Out of the Blu", no site HomeTheater.com, comentou que o filme "não é para todos", mas que a nova versão do diretor "apresenta o melhor balanço da história, dos personagens e da música até então". Um ponto negativo ressaltado foi a ausência de extras como um comentário do diretor, no lugar dos instrumentais utilizados nos números musicais. Jeffrey Kauffman, do site Blu-ray.com, concordou que os extras poderiam ser melhores, mas ressaltou a qualidade das imagens e do áudio restaurados, que receberam quatro estrelas (de cinco possíveis). Ao fim da crítica, Kauffman classificou o filme como recomendado, destacando ainda as atuações de Eileen Brennan, Madeline Kahn e Mildred Natwick, a direção de arte e a trilha sonora.

## Crítica
O filme estreou com críticas majoritariamente negativas em março de 1975, ostentando um escore de apenas 9% de críticas positivas no agregador Rotten Tomatoes. A Variety chamou o filme de um "vergonhoso desperdício de talento". O jornal The Village Voice deu um novo título ao filme: At Long Last Lousy. Pauline Kael, por sua vez, usou as palavras "insípido" e "natimorto" para se referir à produção. A crítica mais negativa, no entanto, parece ter sido a do crítico John Simon, da Esquire, que afirmou que este era "talvez o pior musical desta — ou de qualquer outra — década".
Jonathan Rosenbaum, do Chicago Reader, chamou a película de "um ousado experimento que falhou". Alegou ainda que aquele era, provavelmente, o pior filme do diretor até então, acrescentando que, posteriormente, ele desenvolveria a "sensibilidade que caracterizou seus trabalhos mais recentes". Ressaltou ainda que sua direção de arte é "perversamente fascinante", mas que o filme era uma releitura excêntrica de Lubitsch. Já no Brasil, o colunista Luiz Carlos Merten, em sua coluna "Sem Categoria", publicada no jornal O Estado de S. Paulo, chamou-o de "o musical mais antimusical do cinema".
Segundo o diretor, boa parte das críticas se devia ao fato de ele manter um relacionamento com uma das estrelas da produção. "Nós estávamos vivendo juntos, então, e a imprensa estava de saco cheio do nosso romance. Um crítico de TV inclusive chegou a dizer que o filme havia sido 'criado, produzido, dirigido e arruinado por Peter Bogdanovich'", declarou. Como resultado do fraco desempenho à época, no entanto, o próprio diretor e Cybill começaram a se referir ao filme como "a debacle". O próprio também inventou um novo título depreciativo para a produção: At Long Last Turkey.
Uma pequena minoria, entretanto, encontrou qualidades no filme. Vincent Canby escreveu uma crítica mista para o The New York Times, elogiando a qualidade das canções de Cole Porter e a sua colocação estratégica no filme, bem como as atuações de Madeline Kahn, Eileen Brennan e, especialmente, Burt Reynolds, enquanto Cybill Shepherd foi, em sua opinião, o ponto negativo entre o elenco. A principal crítica, no entanto, se voltou para o fato de At Long Last Love apenas importar um molde de filme antigo, sem conseguir traduzir os gostos de uma época para o do espectador de produções hollywoodianas dos anos 1970, no que foi seguido pelo crítico da The L Magazine, Joseph Pomp.

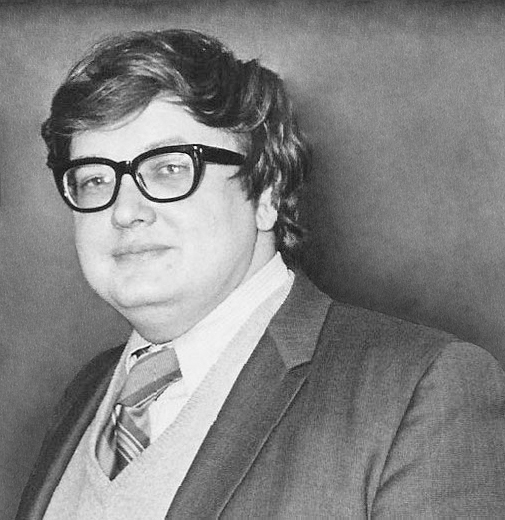
Roger Ebert destacou pontos positivos do filme em sua crítica.

Roger Ebert foi um dos críticos que defendeu o filme. Ebert disse ser "impossível não sentir afeição por At Long Last Love", chamando-o ainda de "uma peça de entretenimento leve, tola e impecavelmente estilosa". Sobre as falhas da produção, o crítico se sentiu na necessidade de dizer que não se poderia comparar este filme àqueles que haviam sido estrelados por Fred Astaire e Ginger Rogers simplesmente porque não havia mais o sistema de estúdios que havia criado a cultura dos musicais. Este tipo de filme, nos anos 70, precisava ser criado do zero. Finalizou a crítica dizendo que o filme não era uma obra-prima, mas que "não conseguia explicar a crueldade de alguns dos principais ataques proferidos contra o filme", destacando que, "ao passo em que não estava no nível de Swing Time, pelo menos não era Funny Lady". Outro defensor, Oliver Lyttelton, do portal Indiewire, concordou com Ebert e acrescentou: "Foi uma tolice fora de época, e uma grande o bastante para, mais ou menos, tirar a carreira do diretor completamente da linha (ele até meio que se desculpou pelo filme em anúncios)? Com certeza. É um dos piores filmes já feitos? Absolutamente não. Não foi nem o pior musical do ano em que foi lançado — Funny Lady foi uma jornada muito mais dolorosa".
Dentro do meio cinematográfico, o filme virou referência de algo ruim: Marcia Lucas, por exemplo, referiu-se a Star Wars (o filme de maior sucesso do seu marido, George Lucas) como "o At Long Last Love da ficção científica" em uma das primeiras exibições do filme, quando os efeitos especiais ainda não haviam sido inseridos. Ainda nos anos 1970, o filme foi incluído nos livros The Fifty Worst Films of All Time (And How They Got That Way) e The Golden Turkey Awards, ambos dos irmãos Harry e Michael Medved. Em 1984, foi novamente citado em mais um livro dos irmãos: The Hollywood Hall of Shame: The Most Expensive Flops in Movie History. Em 2005, o filme ficou na sexta colocação em uma lista dos dez piores musicais de todos os tempos publicada no livro The World's Worst, de Les Krantz e Sue Sveum. Por outro lado, de acordo com Bogdanovich, Woody Allen revelou, muitos anos depois, que ele havia visto o filme três ou quatro vezes e que um dos seus futuros filmes foi baseado nele.